# 筒井 (名古屋市)
筒井（つつい）は、愛知県名古屋市東区にある町名。現行行政地名は筒井一丁目から筒井三丁目と筒井町4丁目。住居表示は筒井一丁目から筒井三丁目が実施済み、筒井町が未実施。

## 地理
名古屋市東区の中央部に位置し、東は車道町、西は徳川・代官町、南は葵、北は新出来に接する。

## 歴史

### 町名の由来
江戸時代に建中寺の堀から湧いていた清水が水筒先の方へ流れ、その通路に当たる門前の広場に石の樋が埋められていたことによる。

### 沿革

#### 筒井町
- 1871年（明治4年） - 愛知郡筒井町が成立[2]。
- 1878年（明治11年）12月20日 - 名古屋区編入により、同区筒井町となる[2]。
- 1889年（明治22年）12月20日 - 名古屋市成立に伴い、同市筒井町となる[2]。
- 1908年（明治41年）4月1日 - 東区成立に伴い、同区筒井町となる[2]。
- 1941年（昭和16年）12月10日 - 一部が水筒先町に編入される[2]。
- 1942年（昭和17年）10月20日 - 車道町の一部を編入する[2]。また、一部が車道町に編入される[2]。
- 1981年（昭和56年）9月13日 - 車道町・黒門町の各一部を編入する[2]。また、一部が筒井一丁目～三丁目・黒門町・車道町に編入される[2]。

#### 筒井
- 1981年（昭和56年）9月13日 - 東区筒井一丁目が同区車道町・新出来町・竪代官町・筒井町・東橦木町・東白壁町・東主税町・平田町の各一部、筒井二丁目が裏筒井町・往還町・手代町の各全域および石神堂町・車道町・水筒先町・竪代官町・筒井町・布池町の各一部、筒井三丁目が池内本町・城番町・東矢場町の各全域および赤萩町・石神本町・車道町・車道東町・黒門町・筒井町・豊前町の各一部によりそれぞれ成立[3]。千種区筒井三丁目が同区千種町の一部（道路部分のみ）より成立[4]。

## 世帯数と人口
2019年（平成31年）2月1日現在の世帯数と人口は以下の通りである。
| 町丁・丁目 | 世帯数    | 人口    |
| ---------- | --------- | ------- |
| 筒井町     | 107世帯   | 203人   |
| 筒井一丁目 | 540世帯   | 1,056人 |
| 筒井二丁目 | 735世帯   | 1,318人 |
| 筒井三丁目 | 1,336世帯 | 2,334人 |
| 計         | 2,718世帯 | 4,911人 |

### 人口の変遷
国勢調査による人口の推移

#### 筒井町
| 1995年（平成7年）  | 250人 | [ WEB 6 ]  |  |
| 2000年（平成12年） | 249人 | [ WEB 7 ]  |  |
| 2005年（平成17年） | 238人 | [ WEB 8 ]  |  |
| 2010年（平成22年） | 196人 | [ WEB 9 ]  |  |
| 2015年（平成27年） | 229人 | [ WEB 10 ] |  |

#### 筒井
| 1995年（平成7年）  | 4,575人 | [ WEB 6 ]  |  |
| 2000年（平成12年） | 4,228人 | [ WEB 7 ]  |  |
| 2005年（平成17年） | 4,318人 | [ WEB 8 ]  |  |
| 2010年（平成22年） | 4,406人 | [ WEB 9 ]  |  |
| 2015年（平成27年） | 4,577人 | [ WEB 10 ] |  |

## 学区
市立小・中学校に通う場合、学校等は以下の通りとなる。また、公立高等学校に通う場合の学区は以下の通りとなる。なお、小学校は学校選択制度を導入しておらず、番毎で各学校に指定されている。
| 丁目        | 小学校                                  | 中学校                 | 高等学校 |
| ----------- | --------------------------------------- | ---------------------- | -------- |
| 筒井町4丁目 | 名古屋市立筒井小学校                    | 名古屋市立あずま中学校 | 尾張学区 |
| 筒井一丁目  | 名古屋市立筒井小学校                    | 名古屋市立あずま中学校 | 尾張学区 |
| 筒井二丁目  | 名古屋市立筒井小学校 名古屋市立葵小学校 | 名古屋市立あずま中学校 | 尾張学区 |
| 筒井三丁目  | 名古屋市立筒井小学校 名古屋市立葵小学校 | 名古屋市立あずま中学校 | 尾張学区 |

## 交通
- 桜通（名古屋市道都通布池線）

## 施設

### 筒井一丁目

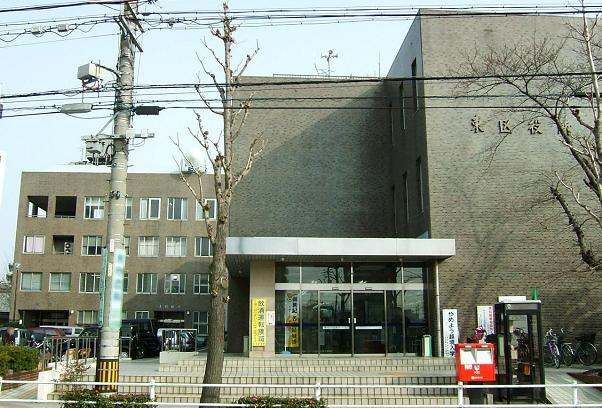
名古屋市東区役所
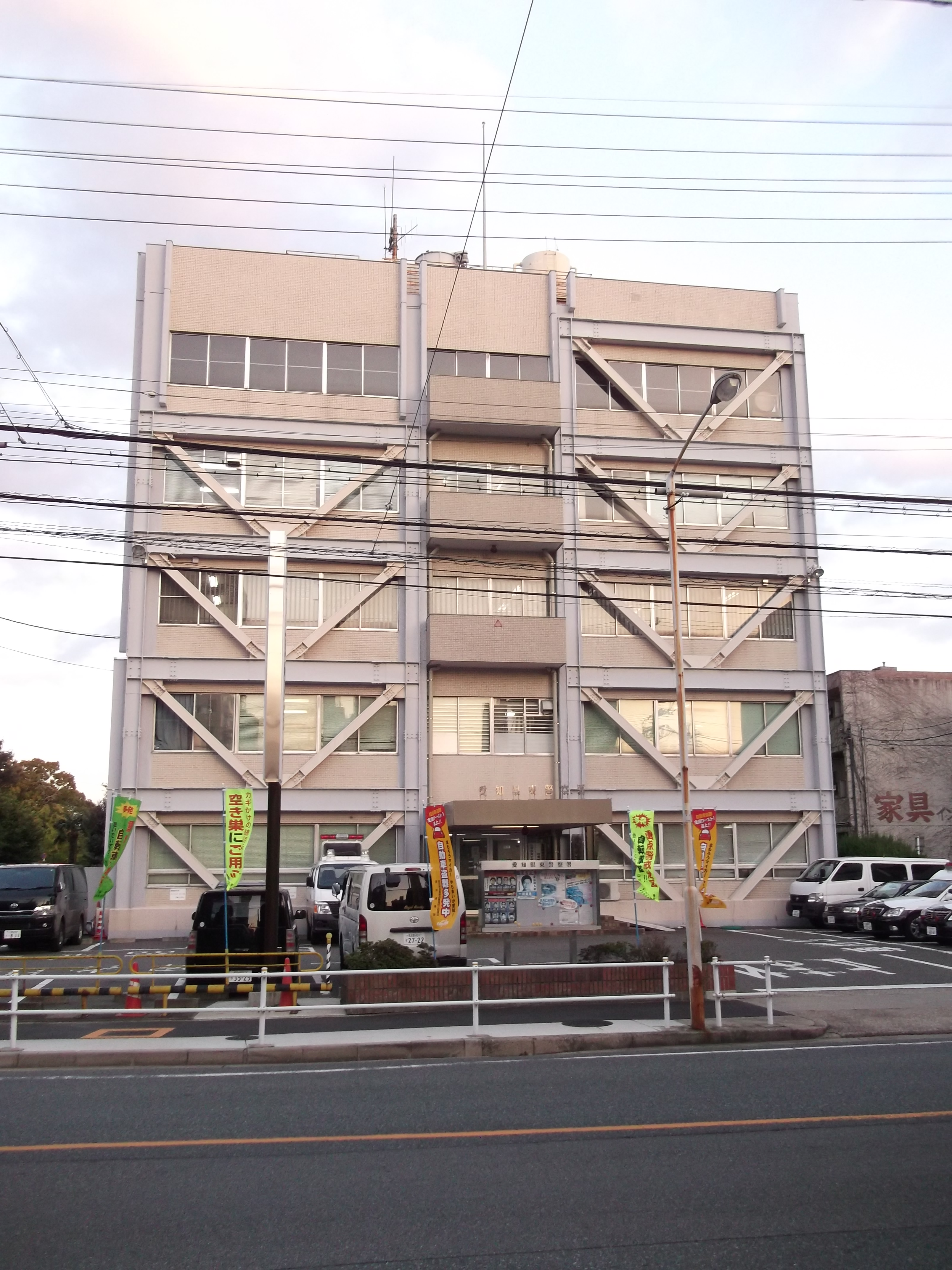
東警察署
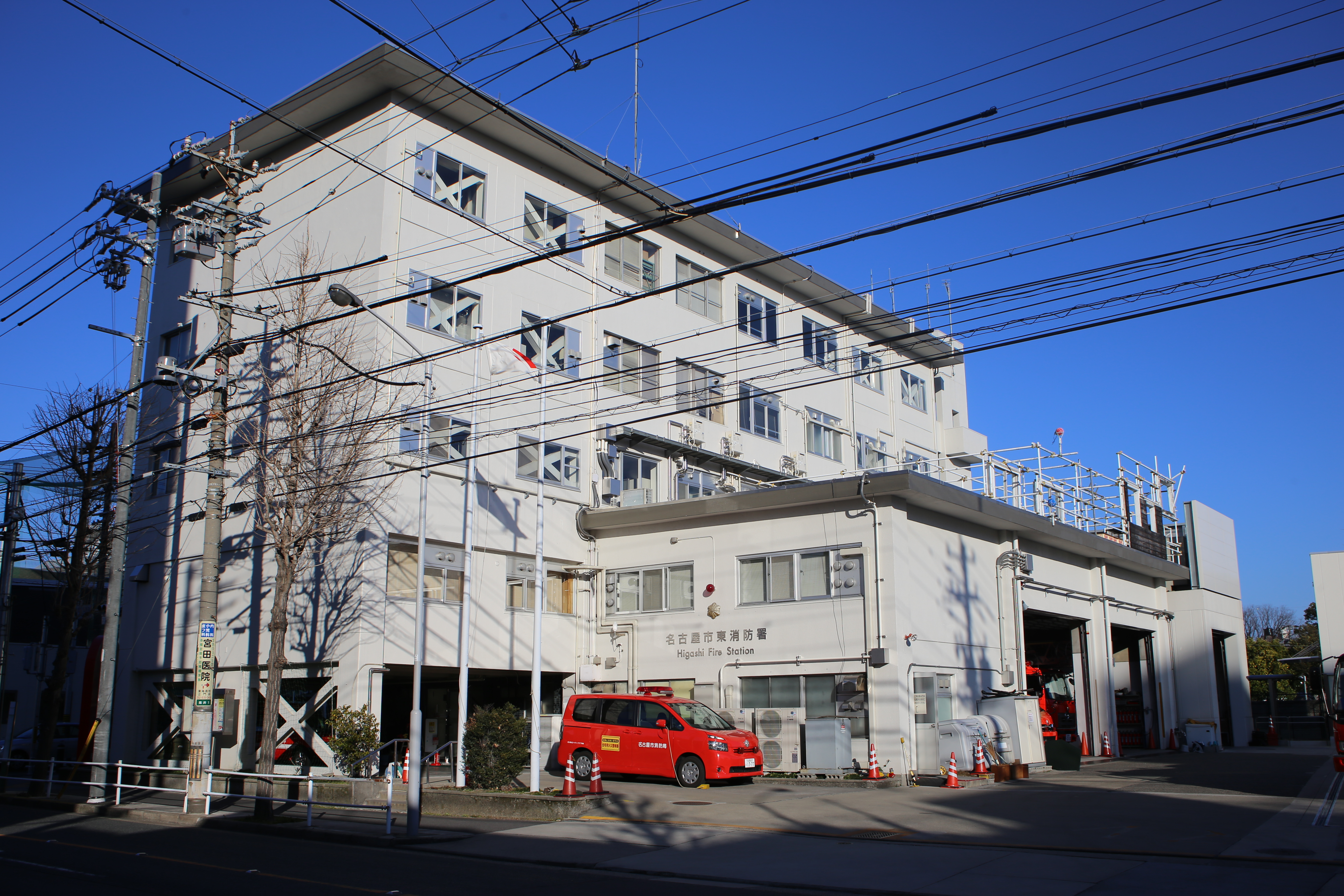
東消防署
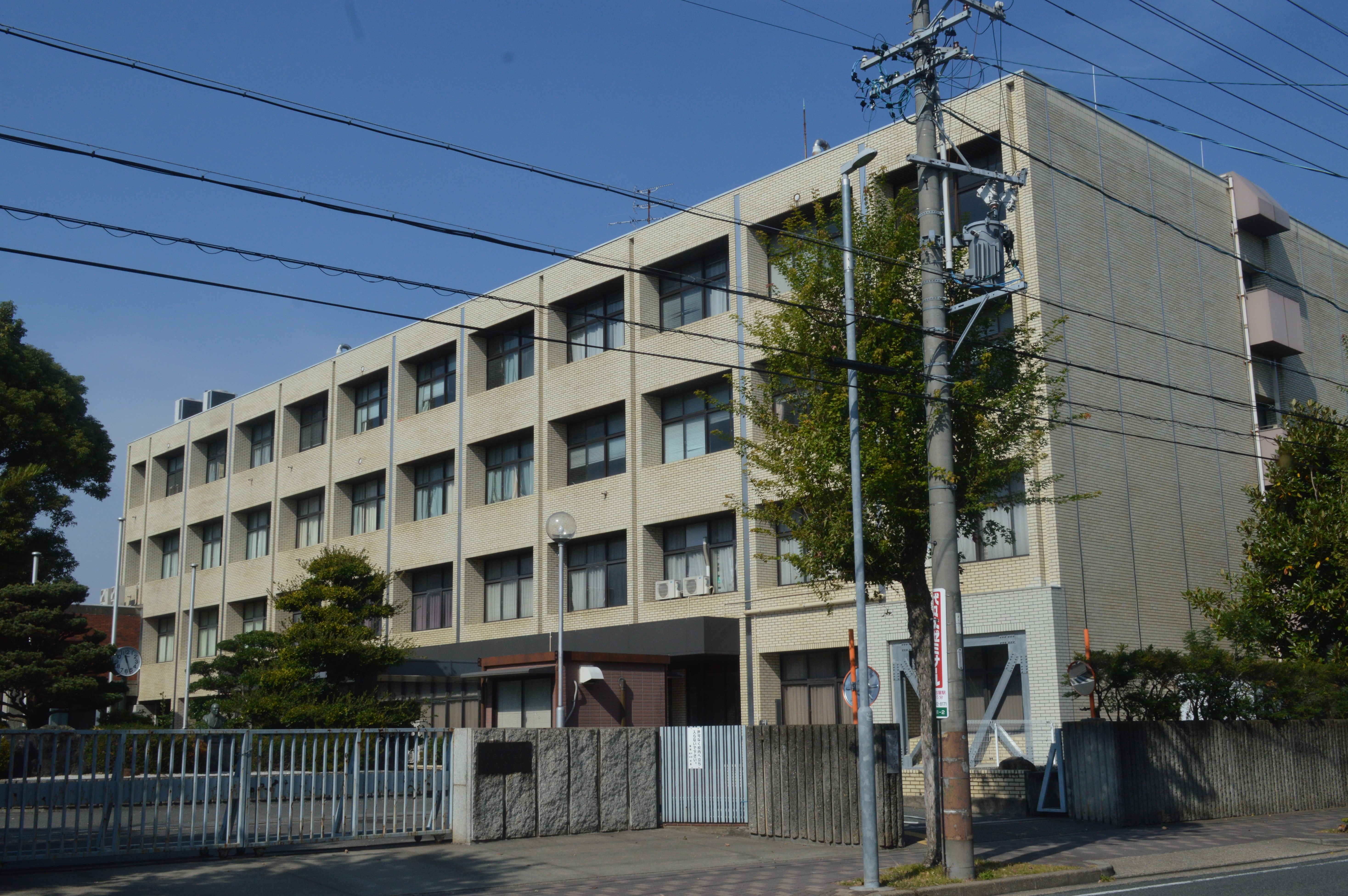
東海中学校・高等学校
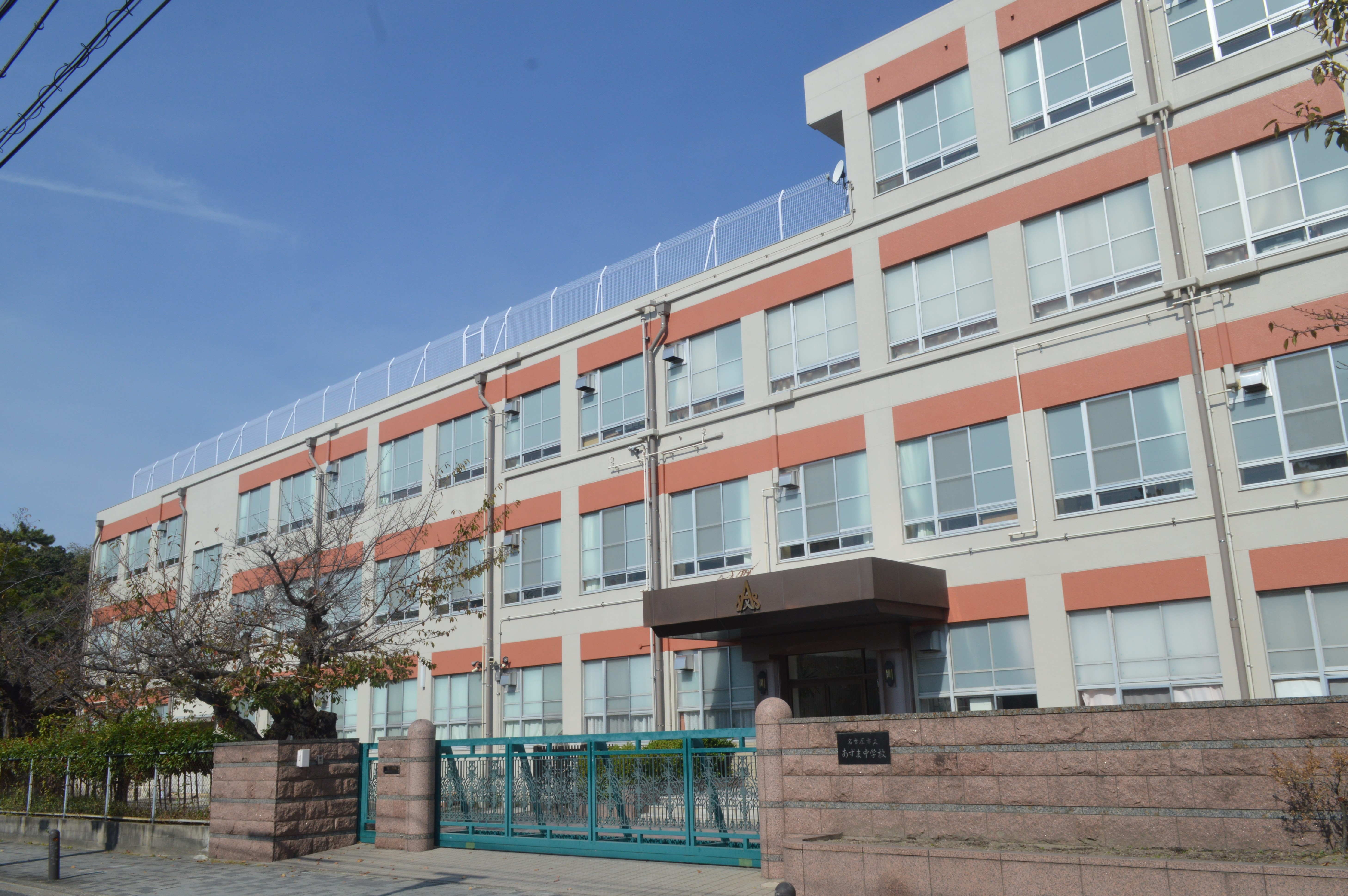
名古屋市立あずま中学校
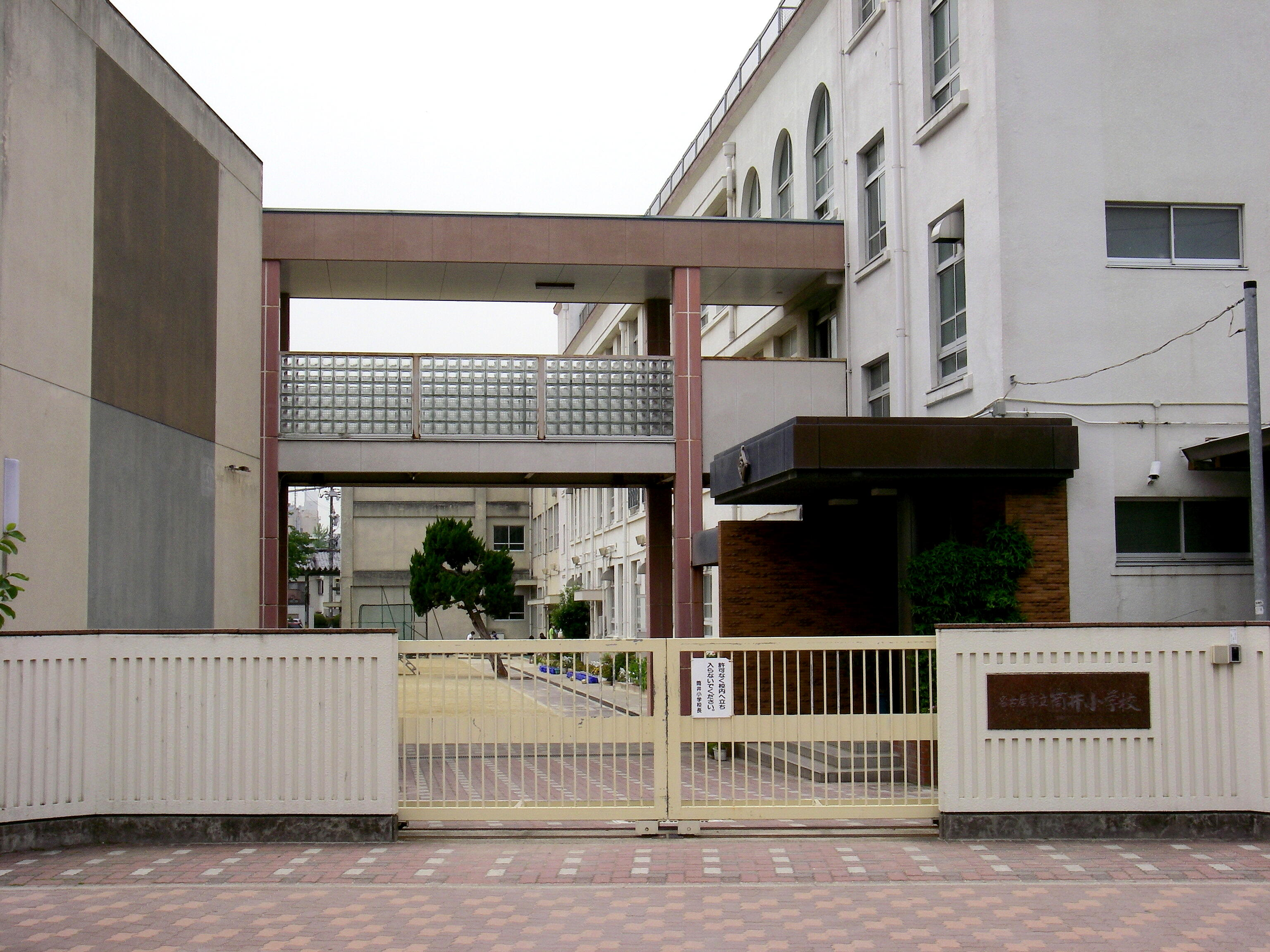
名古屋市立筒井小学校
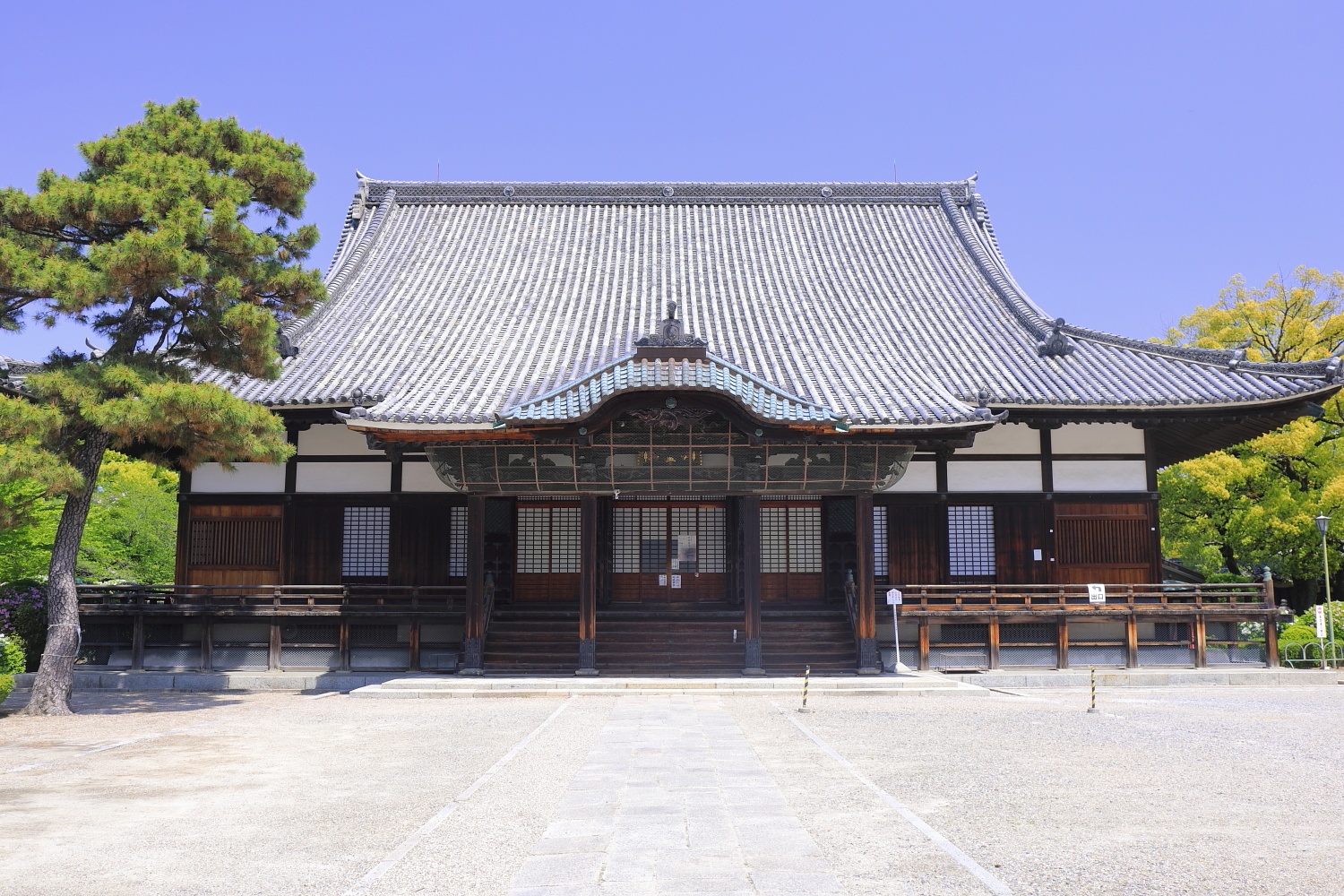
建中寺
- 建中寺幼稚園
- 建中寺公園

1999年（平成11年）4月1日供用開始。
- 善光寺

- 東区役所
- 東警察署
- 東消防署
- 東海中学校・高等学校
- 名古屋市立あずま中学校
- 名古屋市立筒井小学校
- 建中寺

### 筒井二丁目

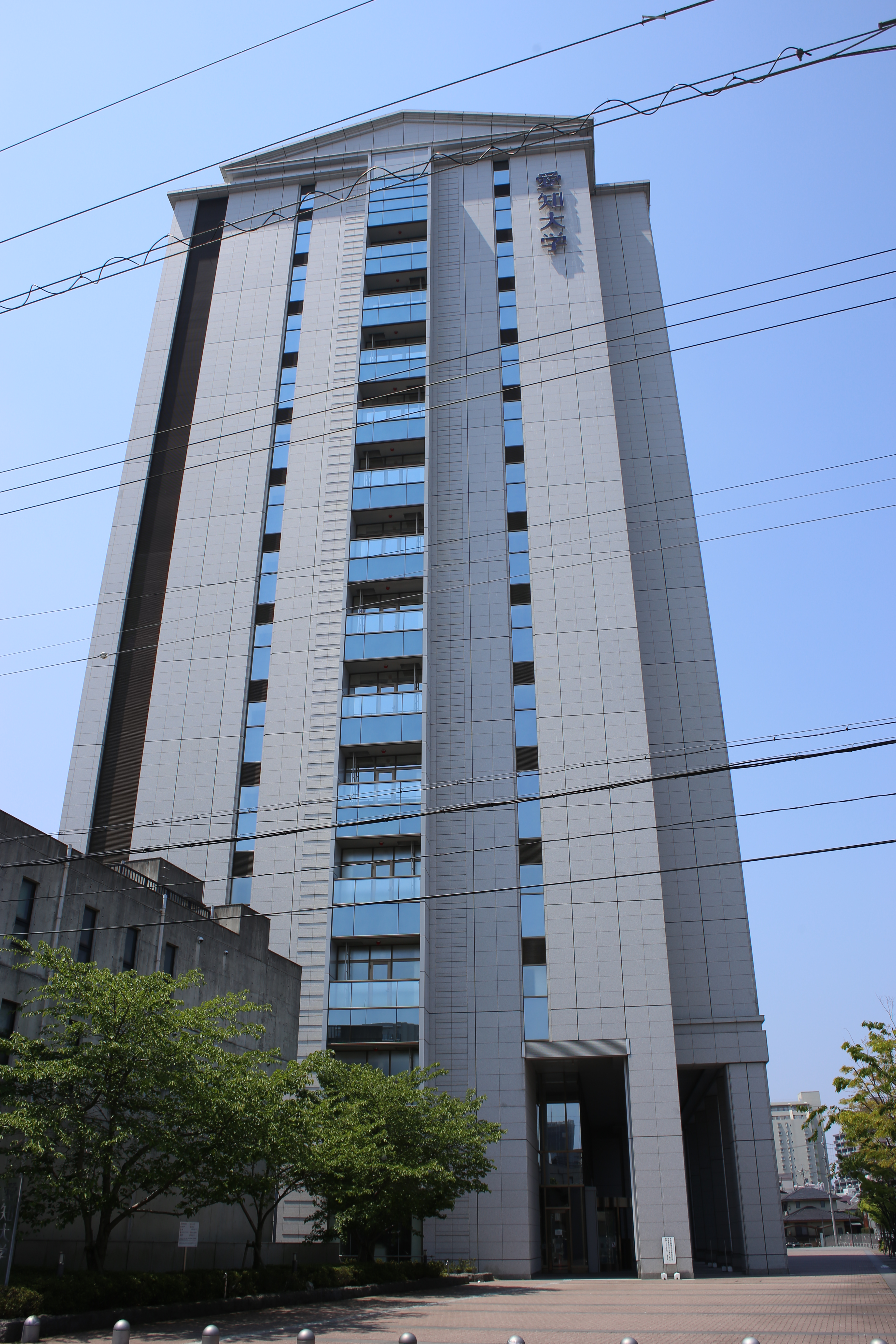
愛知大学車道キャンパス
- 瀬戸信用金庫車道支店
- 萬福寺
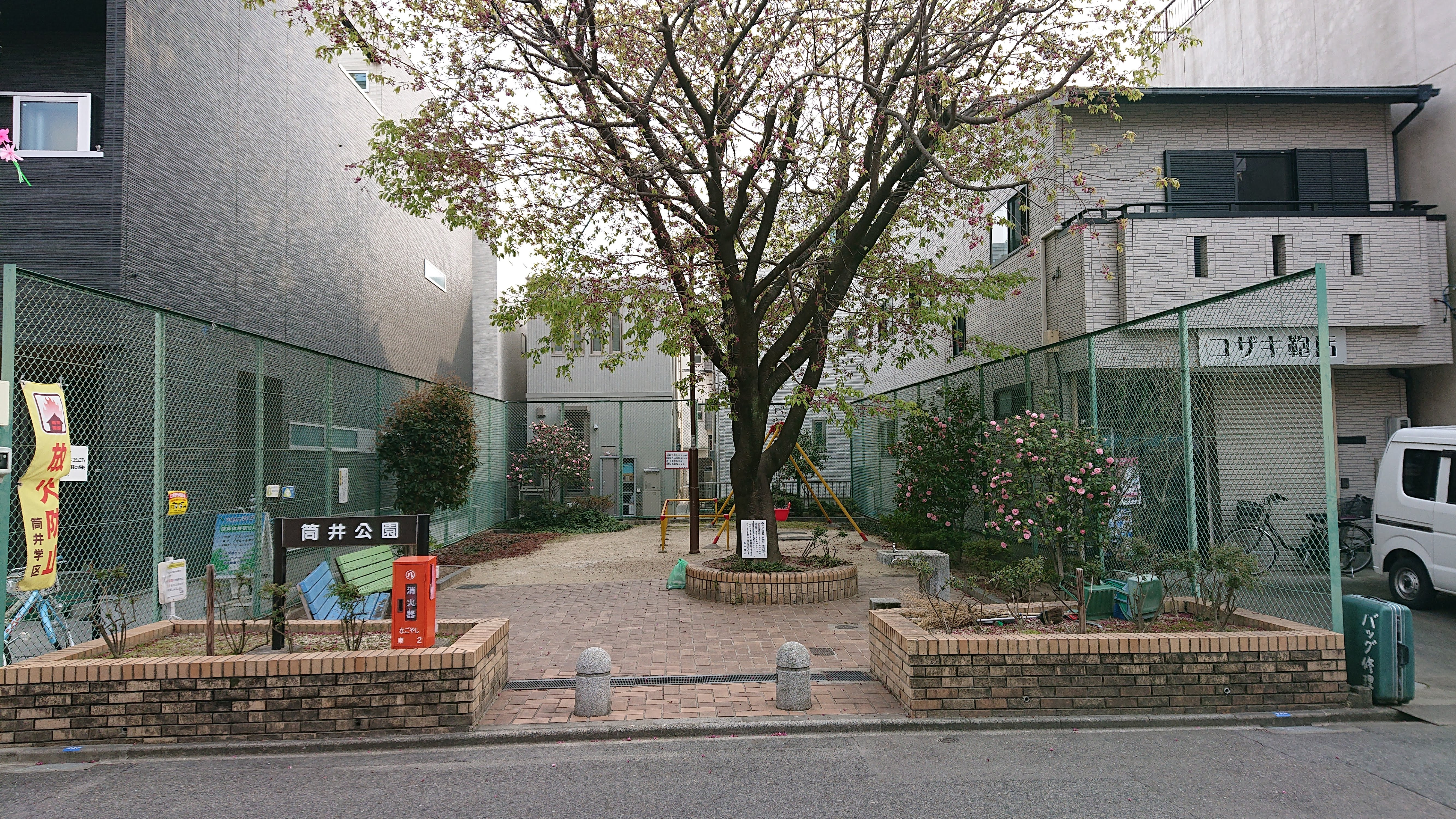
筒井公園

1995年（平成7年）4月1日供用開始。
- 裏筒井公園

1995年（平成7年）4月1日供用開始。
- 裏筒井第二公園

2012年（平成24年）4月1日供用開始。
- 手代往還公園

2018年（平成30年）2月22日供用開始。
- 愛知大学車道キャンパス
- 筒井公園

### 筒井三丁目
- 物部神社

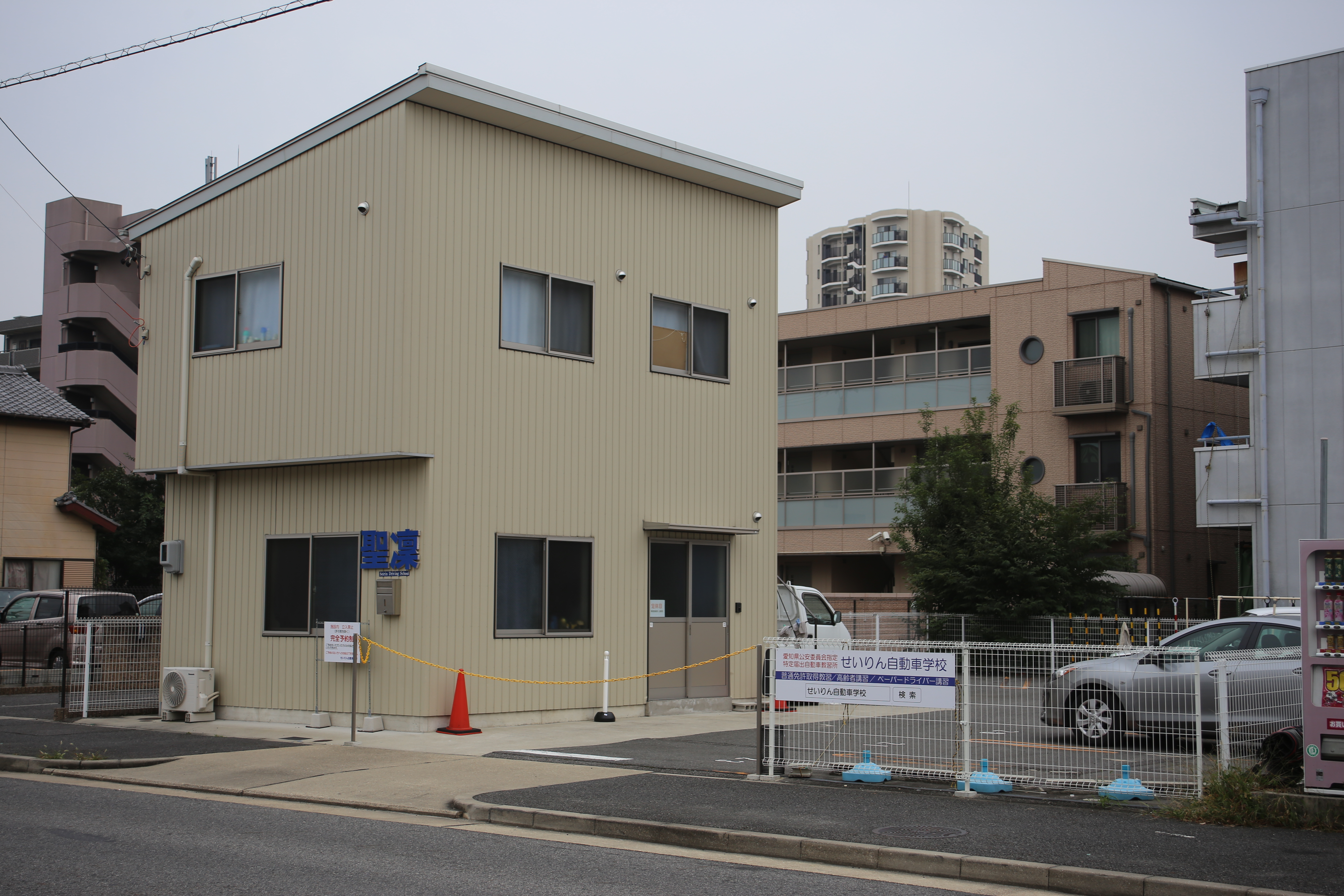
せいりん自動車学校
- 名古屋車道郵便局
- 石神公園

1984年（昭和59年）3月31日供用開始。
- 城番公園

1986年（昭和61年）11月1日供用開始。
- 車道東第二公園

2002年（平成14年）4月1日供用開始。
- 車道東第一公園

2019年（平成31年）1月28日供用開始。
- せいりん自動車学校

### 筒井町
- 名古屋市立東保育園
- 自然院
- 情妙寺

## その他

### 日本郵便
- 郵便番号 : 461-0003[WEB 3]（集配局：名古屋東郵便局[WEB 14]）。

### WEB
1. ↑  “愛知県名古屋市東区の町丁・字一覧”.   人口統計ラボ. 2019年3月19日閲覧。
2. 1 2  “町・丁目(大字)別、年齢(10歳階級)別公簿人口(全市・区別)”.   名古屋市 (2019年2月20日). 2019年3月10日閲覧。
3. 1 2  “郵便番号”.  日本郵便. 2019年3月17日閲覧。
4. ↑  “市外局番の一覧”.   総務省. 2019年1月6日閲覧。
5. ↑  “東区の町名一覧”.   名古屋市 (2017年3月15日). 2019年3月17日閲覧。
6. 1 2  総務省統計局 (2014年3月28日). “平成7年国勢調査の調査結果(e-Stat) - 男女別人口及び世帯数 －町丁・字等” (CSV). 2019年4月27日閲覧。
7. 1 2  総務省統計局 (2014年5月30日). “平成12年国勢調査の調査結果(e-Stat) - 男女別人口及び世帯数 －町丁・字等” (CSV). 2019年4月27日閲覧。
8. 1 2  総務省統計局 (2014年6月27日). “平成17年国勢調査の調査結果(e-Stat) - 男女別人口及び世帯数 －町丁・字等” (CSV). 2019年4月27日閲覧。
9. 1 2  総務省統計局 (2012年1月20日). “平成22年国勢調査の調査結果(e-Stat) - 男女別人口及び世帯数 －町丁・字等” (CSV). 2019年4月27日閲覧。
10. 1 2  総務省統計局 (2017年1月27日). “平成27年国勢調査の調査結果(e-Stat) - 男女別人口及び世帯数 －町丁・字等” (CSV). 2019年4月27日閲覧。
11. ↑  “市立小・中学校の通学区域一覧”.   名古屋市 (2018年11月10日). 2019年1月14日閲覧。
12. ↑  “平成29年度以降の愛知県公立高等学校（全日制課程）入学者選抜における通学区域並びに群及びグループ分け案について”.   愛知県教育委員会 (2015年2月16日). 2019年1月14日閲覧。
13. 1 2 3 4 5 6 7 8 9  “都市公園の名称、位置及び区域並びに供用開始の期日” (2019年5月1日). 2019年11月3日閲覧。
14. ↑  郵便番号簿 平成29年度版 - 日本郵便. 2019年03月10日閲覧 (PDF)

### 書籍
1. ↑  名古屋市計画局 1992, p. 148.
2. 1 2 3 4 5 6 7 8 9  名古屋市計画局 1992, p. 741.
3. ↑  名古屋市計画局 1992, p. 740.
4. ↑  名古屋市計画局 1992, p. 727.